# Landivy
Landivy és un municipi francès situat al departament de Mayenne i a la regió de País del Loira. L'any 2007 tenia 1.211 habitants.

## Demografia

### Població
El 2007 la població de fet de Landivy era de 1.211 persones. Hi havia 512 famílies de les quals 144 eren unipersonals (64 homes vivint sols i 80 dones vivint soles), 208 parelles sense fills, 140 parelles amb fills i 20 famílies monoparentals amb fills.
La població ha evolucionat segons el següent gràfic:
Habitants censats

### Habitatges
El 2007 hi havia 627 habitatges, 514 eren l'habitatge principal de la família, 53 eren segones residències i 60 estaven desocupats. 578 eren cases i 47 eren apartaments. Dels 514 habitatges principals, 351 estaven ocupats pels seus propietaris, 147 estaven llogats i ocupats pels llogaters i 16 estaven cedits a títol gratuït; 6 tenien una cambra, 26 en tenien dues, 99 en tenien tres, 164 en tenien quatre i 219 en tenien cinc o més. 394 habitatges disposaven pel capbaix d'una plaça de pàrquing. A 268 habitatges hi havia un automòbil i a 192 n'hi havia dos o més.

### Piràmide de població
La piràmide de població per edats i sexe el 2009 era:
| Homes | Edats   | Dones |
| ----- | ------- | ----- |
| 4     | 95 o +  | 0     |
| 8     | 90 a 94 | 12    |
| 4     | 85 a 89 | 36    |
| 12    | 80 a 84 | 4     |
| 36    | 75 a 79 | 44    |
| 32    | 70 a 74 | 40    |
| 32    | 65 a 69 | 44    |
| 48    | 60 a 64 | 48    |
| 24    | 55 a 59 | 20    |
| 32    | 50 a 54 | 36    |
| 40    | 45 a 49 | 52    |
| 40    | 40 a 44 | 32    |
| 40    | 35 a 39 | 36    |
| 48    | 30 a 34 | 44    |
| 40    | 25 a 29 | 36    |
| 44    | 20 a 24 | 16    |
| 44    | 15 a 19 | 32    |
| 20    | 10 a 14 | 32    |
| 48    | 5 a 9   | 28    |
| 32    | 0 a 4   | 32    |

## Economia
El 2007 la població en edat de treballar era de 685 persones, 524 eren actives i 161 eren inactives. De les 524 persones actives 491 estaven ocupades (277 homes i 214 dones) i 33 estaven aturades (20 homes i 13 dones). De les 161 persones inactives 71 estaven jubilades, 43 estaven estudiant i 47 estaven classificades com a «altres inactius».

### Ingressos
El 2009 a Landivy hi havia 515 unitats fiscals que integraven 1.176 persones, la mediana anual d'ingressos fiscals per persona era de 14.505 €.

### Activitats econòmiques
Dels 47 establiments que hi havia el 2007, 4 eren d'empreses alimentàries, 1 d'una empresa de fabricació de material elèctric, 3 d'empreses de fabricació d'altres productes industrials, 7 d'empreses de construcció, 12 d'empreses de comerç i reparació d'automòbils, 1 d'una empresa d'hostatgeria i restauració, 2 d'empreses financeres, 1 d'una empresa immobiliària, 6 d'empreses de serveis, 7 d'entitats de l'administració pública i 3 d'empreses classificades com a «altres activitats de serveis».
Dels 15 establiments de servei als particulars que hi havia el 2009, 1 era una gendarmeria, 1 una oficina bancària, 4 tallers de reparació d'automòbils i de material agrícola, 1 paleta, 1 guixaire pintor, 2 fusteries, 1 lampisteria, 1 electricista, 2 perruqueries i 1 veterinari.
Dels 4 establiments comercials que hi havia el 2009, 1 era una botiga de menys de 120 m², 2 fleques i 1 una carnisseria.
L'any 2000 a Landivy hi havia 98 explotacions agrícoles que ocupaven un total de 2.405 hectàrees.

## Equipaments sanitaris i escolars
El 2009 hi havia 1 farmàcia i 1 ambulància.
El 2009 hi havia 1 escola maternal i 1 escola elemental. Landivy disposava d'un col·legi d'educació secundària amb 112 alumnes.

## Poblacions més properes
El següent diagrama mostra les poblacions més properes.